# رينيه روي
رينيه روي هو كيميائي كندي، ولد في 4 نوفمبر 1952 في شيربروك في كندا.